# Prawo Metcalfe’a

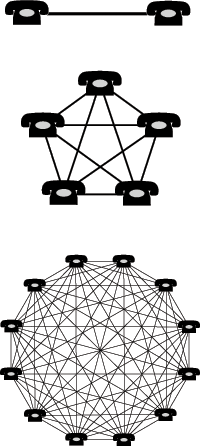
Wartość sieci zależy od liczby połączeń

Prawo Metcalfe’a mówi, że użyteczność sieci telekomunikacyjnej lub innego systemu teleinformatycznego rośnie proporcjonalnie do kwadratu liczby urządzeń (użytkowników) do niej podłączonych. Mimo że autorstwo prawa jest przypisywane Robertowi Metcalfe w związku z jego pracą nad Ethernetem, zostało sformułowane po raz pierwszy przez George’a Gildera.
Można to wyjaśnić na przykładzie wzajemnych połączeń telefonicznych typu „każdy z każdym”. Sieć telekomunikacyjna, w której połączonych jest tylko dwóch użytkowników nie jest bardzo użyteczna, ponieważ istnieje w niej tylko jedno połączenie. Dołączając kolejnego użytkownika do sieci liczba połączeń „każdy z każdym” rośnie zgodnie ze wzorem {\displaystyle {\frac {n(n-1)}{2}},} co jest zależnością kwadratową.

## Krytyka
Prawo Metcalfe’a oparte jest na założeniu, że wartość każdego połączenia w sieci jest jednakowa lub, nieco ogólniej, że wartość sieci dla indywidualnego użytkownika jest funkcją liniową liczby dostępnych mu połączeń. Założenia te zostały poddane znaczącej krytyce, ponieważ w rzeczywistości wartość każdego połączenia może być inna. Co więcej, jest prawdopodobne, że użytkownicy ceniący połączenia bardziej przystąpią do sieci wcześniej, niż ci, którzy cenią je mniej. W takim przypadku wartość całości sieci będzie rosnąć wolniej niż kwadrat liczby użytkowników.